# Catena Leuschner (GDL)
La Catena Leuschner (GDL) è una struttura geologica della superficie della Luna.